# The Phantom Police
Phantom Police é um seriado estadunidense de 1926, no gênero ação e drama, dirigido por Robert A. Dillon, em 10 capítulos, estrelado por Herbert Rawlinson, Gloria Joy e Eddie Fetherston. Foi produzido e distribuído pela Rayart Pictures Corporation e veiculou nos cinemas estadunidenses a partir de março de 1926.
Este seriado é considerado perdido.

## Elenco
- Herbert Rawlinson ...Jack Wright
- Gloria Joy ...Gloria Benton
- Eddie Fetherston ...Frank Randall
- Purnell Pratt ...Tracy Downs
- Dick Gordon ...London Jimmy Farewell
- Rosemary Cooper ...Miriam Wesley
- J. Gunnis Davis ...Carstairs (creditado James G. Davis)
- J.C. Fowler ...Everett Benton (creditado Jack Fowler)
- James Gordon ...Governador
- S.D. Wilcox ...Inspetor Dumphy

## Seriado no Brasil
No Brasil o seriado estreou em 1927, sob o título O Polícia Fantasma.